# Graziella Trampus
Graziella Trampus (Trieste, 3 ottobre 1965) è un'ex cestista italiana.

## Carriera
Con l'Italia ha disputato i Campionati europei del 1985.